# Poggio Sannita
Poggio Sannita är en ort och kommun i provinsen Isernia i regionen Molise i Italien. Kommunen hade 625 invånare (2018).